# Tucca impressus
Tucca impressus är en kräftdjursart som beskrevs av Henrik Nikolai Krøyer 1837. Tucca impressus ingår i släktet Tucca och familjen Tuccidae. Inga underarter finns listade i Catalogue of Life.